# Память о Борисе Ельцине

Бюст Ельцина работы Эрнста Неизвестного. Ельцин-центр

Борис Николаевич Ельцин — первый всенародно избранный Президент Российской Федерации (1991—1999). Его именем в России названы улицы, учебные заведения, библиотеки. В России также действует музей, посвящённый жизни и личности Бориса Ельцина.

## Увековечение памяти
В начале XXI века в Киеве работал украинско-российский институт менеджмента и бизнеса имени Бориса Ельцина при межрегиональной академии управления персоналом (МАУП).
8 апреля 2008 года, главная улица делового центра города Екатеринбург-Сити, улица 9 января в Екатеринбурге была переименована в улицу Бориса Ельцина.

Памятник в виде флага России на могиле Ельцина на Новодевичьем кладбище

23 апреля 2008 года на Новодевичьем кладбище состоялась торжественная церемония открытия памятника Борису Ельцину, выполненного известным скульптором Георгием Франгуляном. Мемориал представляет собой широкое надгробие, выполненное в цветах российского флага, — из белого мрамора, голубой византийской мозаики и красного порфира. На брусчатке под триколором выгравирован православный крест. В церемонии приняли участие семья Бориса Ельцина, в том числе вдова Наина Иосифовна, президент России Владимир Путин, председатель Правительства России Виктор Зубков, первый заместитель председателя Правительства России, избранный президент России Дмитрий Медведев, глава администрации президента России Сергей Собянин, члены правительства, друзья, коллеги и люди, работавшие с первым президентом Российской Федерации.

В тот же день Уральскому государственному техническому университету — УПИ было присвоено имя Бориса Ельцина, а в родном селе Бутка на стене дома, построенного отцом первого президента России установили мемориальную доску и переименовали одну из улиц в «Улицу имени Ельцина».

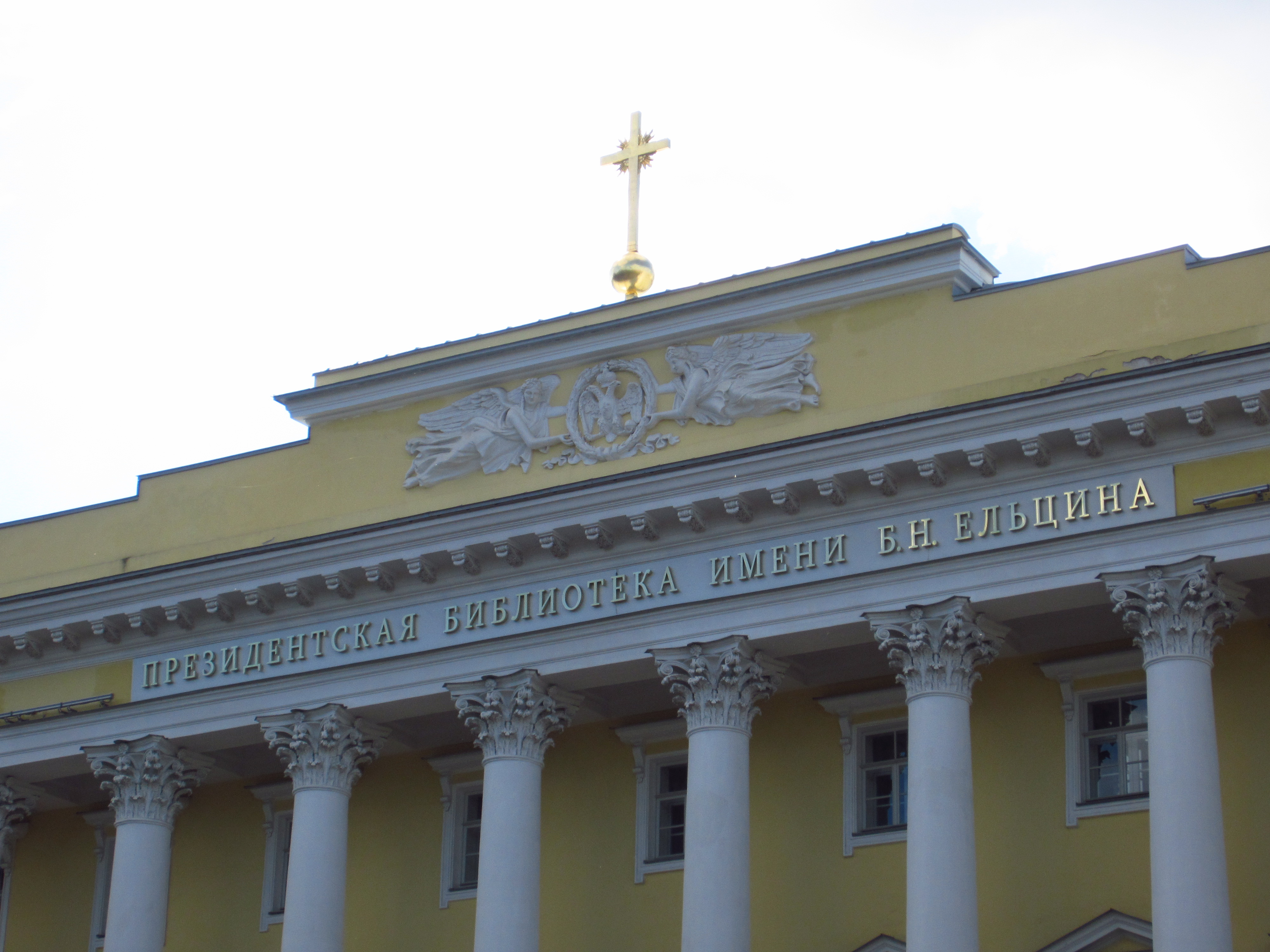
Президентская библиотека имени Б. Н. Ельцина, Санкт-Петербург

В мае 2009 года в Санкт-Петербурге открыта Президентская библиотека имени Б. Н. Ельцина.
В столице Кыргызстана Бишкеке именем Б. Н. Ельцина прижизненно был назван Кыргызско-российский славянский университет.
В Иссык-Кульской области Кыргызстана имя первого президента России носит пик на Тянь-Шане (высота 5168 метров).
1 февраля 2011 года в Екатеринбурге по случаю 80-летия Бориса Ельцина был открыт памятник работы скульптора Георгия Франгуляна возле будущего президентского центра в «Демидов-Плаза».

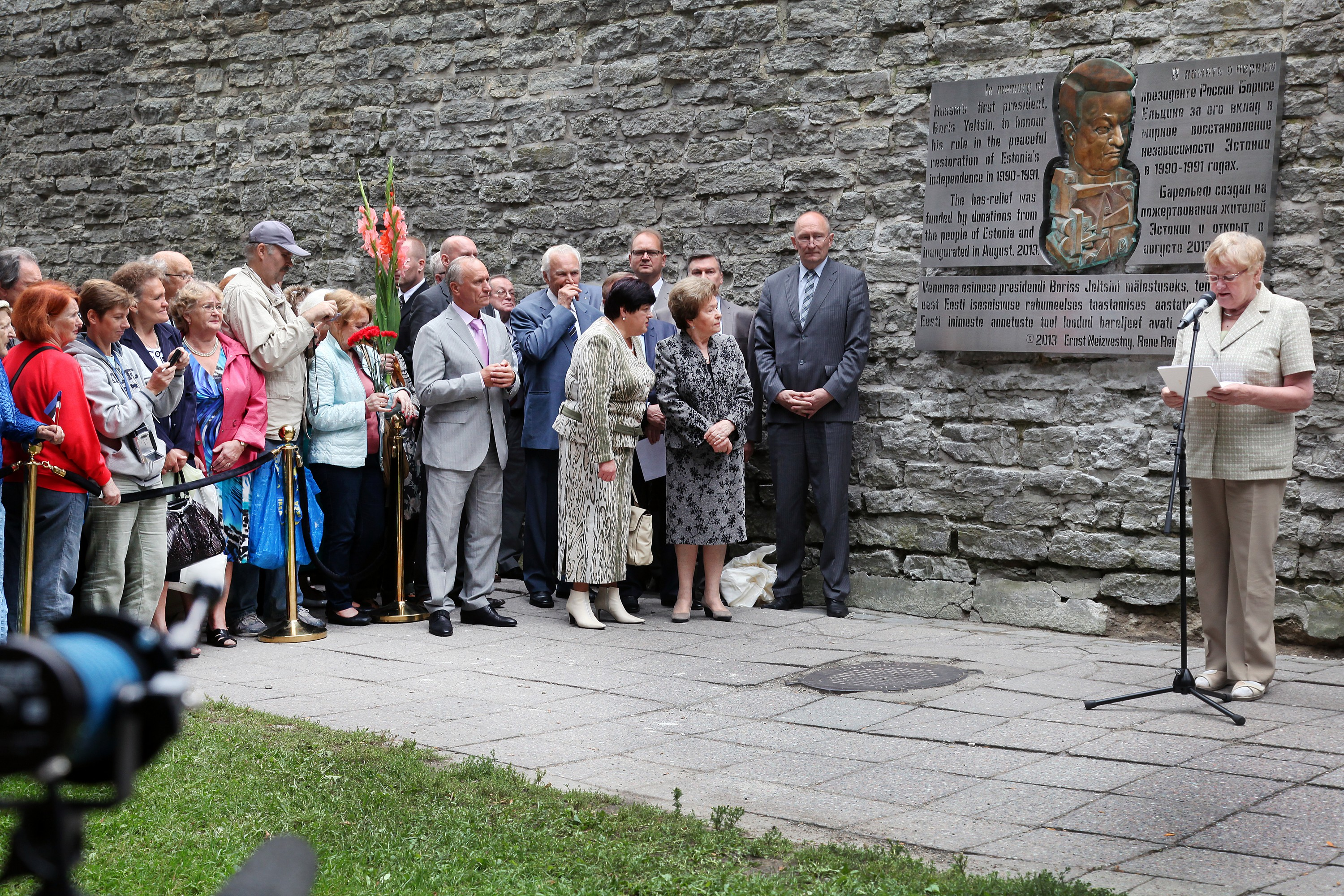
Открытие памятной доски Борису Ельцину в Таллине. 2013

22 августа 2013 года в Таллине, в центре Старого города на каменной стене на улице Нунне близ здания правительства Эстонии, был установлен барельеф и памятная доска Борису Ельцину. Скульптурное изображение снабжено надписью на эстонском, русском и английском языках: «В память о первом президенте России Борисе Ельцине за его вклад в мирное восстановление независимости Эстонии в 1990—1991 годах». Барельеф открыли спикер эстонского парламента Эне Эргма и вдова первого президента Наина Ельцина. В церемонии открытия также приняли участие министр образования и науки Эстонии Яак Аавиксоо, третий президент страны Арнольд Рюйтель, мэр Таллина Эдгар Сависаар, бывший председатель Верховного Совета Белоруссии Станислав Шушкевич, известные российские политики 1990-х годов Геннадий Бурбулис, Фёдор Шелов-Коведяев, другие государственные деятели нынешнего и прошлого времени.
25 ноября 2015 года в Екатеринбурге открыт Президентский центр Бориса Ельцина. На открытие центра были приглашены более 500 человек: президент России Владимир Путин, премьер-министр Дмитрий Медведев, лидеры государств, которые работали с Борисом Ельциным, известные политики, деятели культуры, журналисты. Приехали и люди, близко знавшие первого российского президента — его однокурсники, члены президентской команды, родные Ельцина.
Президентский центр Б. Н. Ельцина (Ельцин-центр) в Екатеринбурге

## Упоминания в культуре

### Художественные фильмы
- «Три августовских дня», 1992 год, режиссёр Жан Юнг, роль президента Ельцина сыграл Александр Скороход[10].
- «Черная кошка 2», 1992 год, режиссёр Стефен Шин, роль президента Ельцина сыграл Александр Скороход[11].
- «Полицейская академия 7: Миссия в Москве», 1994 год, режиссёр Алан Меттер, Ельцина сыграл также Александр Скороход.
- «Президент и его внучка», 1999 год, Олег Табаков.
- «Проект „Ельцин“», 2003 год, режиссёр Роджер Споттисвуд — американский фильм о работе американских пиарщиков в штабе Бориса Ельцина во время президентских выборов 1996 года.
- «Неизвестный путч», 2009 год, роль Ельцина сыграл Владимир Новиков.
- «Ельцин. Три дня в августе», 2011 год, режиссёр Александр Мохов, роль Ельцина исполнил Дмитрий Назаров.
- «Маргарита Назарова», 2015 год, роль командированного молодого Бориса Ельцина сыграл актёр Сергей Марухин.
- «Так сложились звёзды», 2016 год, роль Бориса Ельцина исполнил Алексей Гуськов.
- «Пьяная фирма», 2016 год, роль Бориса Ельцина исполнил Сергей Колтаков.
- «Перевал Дятлова», 2020 год, эпизодическую роль молодого Ельцина в телесериале исполнил Евгений Романцов.
- «Корона (телесериал)», роль Ельцина в 6 серии 5 сезона (2022) исполнил Анатолий Котенёв. Он же сыграл в сериале «ГДР» 2024 года.
- «Путин» (Польша, 2025). В роли Томаш Дедек.

### Документальные фильмы
- «Пример интонации» (Россия, Александр Сокуров, 1991)[12][13].
- «The Struggle for Russia/Борьба за Россию» 16-й эпизод 12 сезона документально-расследовательской программы На передовой[англ.] (США, PBS, 1994)
- «Царь Борис» (Великобритания, ВВС, 1997)[14].
- «Президент Всея Руси» (Россия, НТВ, 1999—2000)[15].
- «Б. Н.» (Россия, ВГТРК, 2006)[16] .
- «Борис Ельцин. Прощание с эпохой» (Россия, ТВЦ, 2007)[17].
- «Борис Ельцин. Жизнь и судьба» (Россия, ВГТРК, 2011).
- «Борис Ельцин. Первый» (Россия, Первый канал, 2011).
- «Борис Ельцин. Отступать нельзя» (Россия, Первый канал, 2016)[18].
- «Россия 1985—1999: TraumaZone» (Великобритания, ВВС, 2022).
- «Предатели» (Россия, Фонд борьбы с коррупцией, 2024)[19].
- «Непрошедшее время» (Россия, 2024).

### Телевизионные передачи
- «Куклы» (Россия, НТВ, 1994—2002).

### В компьютерных играх
«Кужлевка» (2023). Роль озвучил Всеволод Кузнецов.

### В музыке
- Песня Игоря Талькова «Господин президент».
- Песня Иосифа Кобзона «Пьяный кучер»[21].
- Песня Филиппа Киркорова «Тётя Софа».
- Песня группы «Голубые береты» «Спасибо, господин президент».
- Песня Юрия Слатова «Мой бывший комбат».
- Песня группы «Дюна» «Толстый шейк».
- Someone Still Loves You Boris Yeltsin — американская инди-поп группа из города Спрингфилд (штат Миссури), названная в честь первого президента России Бориса Ельцина[22].

### В литературе
Цикл стихов Юрия Берсенева «Антибориски».